# آبشار داوسون
آبشار داوسان (به انگلیسی: Dawson Falls) آبشاری است که در بریتیش کلمبیا، ایالات متحده آمریکا واقع شده و ارتفاع کلی ریزشگاه آن ۲۰ متر (۶۶ فوت) است.